# WRB Weilburg, Brandhof és Liesing
A WRB "WEILBURG“, "BRANDHOF“ és "LIESING“ gőzmozdonyok a Bécs-Győr Vasút (WRB) személyvonati gőzmozdonysorozata volt, amelyet akkor még Wien-Gloggnitzer Bahn (Bécs-Gloggnici Vasút)-nak neveztek.
A három mozdony a vállalat gépgyárában (később a StEG mozdonygyára) John Haswell irányításával készült 1842-ben. Mivel még nem voltak képesek hajlított tengelyt gyártani, amerikai minta szerinti 2'A kerékelrendezéssel készültek.  A táblázatban láthatóak az különböző eltérő méretek. Összehasonlítva  a WRB Bécs II - Altmann sorozattal, azt láthatjuk, hogy a gőzfejlesztő felületet jelentősen megnövelték, ami minden bizonnyal nagyobb teljesítményt adott.
A "Liesing" 1849-ben felrobbant. A másik két mozdony 1853-ban a Déli Államvasúthoz került, ahol a "Weilburg"–ot 1858-ban leállították. A "Brandhof" még SB 806 pályaszámot kapott a Déli Vasútnál, ahol 1860-ban selejtezték. 
A Bécs-Győr Vasútnak készült F.Nr. 8/1842 gyári számmal a "Brandhof", ami ottmaradt. Közel azonos építési formával követte F.Nr. 19/1844 gyári számmal a "Brandhof II" melyet már a Déli Államvasút szerzett be, és 1858-ban " Krieglach"-ra neveztek át. Mindkét mozdonyt selejtezték 1860-ban.

## Fordítás
- Ez a szócikk részben vagy egészben  a   WRB – Weilburg, Brandhof und Liesing című német Wikipédia-szócikk fordításán alapul.  Az eredeti cikk szerkesztőit annak laptörténete sorolja fel. Ez a jelzés csupán a megfogalmazás eredetét és a szerzői jogokat jelzi, nem szolgál a cikkben szereplő információk forrásmegjelöléseként. - Az eredeti szócikk forrásai szintén ott találhatóak.